# Њих троје
„Њих троје” је југословенски ТВ филм из 1976. године. Режирао га је Томислав Радић а сценарио је написала Јара Рибникар.

## Улоге
| Глумац            | Улога |
| ----------------- | ----- |
| Бранка Цвитковић  |       |
| Златко Црнковић   |       |
| Борис Бузанчић    |       |
| Драго Крча        |       |
| Златко Мадунић    |       |
| Мира Фурлан       |       |
| Борис Фестини     |       |
| Стјепан Кнежевић  |       |
| Божидар Орешковић |       |